# Feeding the Machine
Feeding the Machine è un album di James Murphy.
Dopo il primo album più incentrato su sonorità progressive metal, Murphy, si sposta sulla scena jazz/rock,
Nel disco sono presenti sei cantanti tra cui Chuck Billy, Lonnie Park, Chris Long e John West, cantanti di estrazione musicale molto diversa, dal thrash metal al progressive metal.

## Tracce
1. Feeding the Machine  – 6:14
2. Contagion – 5:20
3. No One Can Tell You – 6:01
4. Epoch – 7:15 -
5. Deconstruct – 6:19
6. Odyssey (Dixie Dregs cover)  – 7:35
7. Through Your Eyes (Distant Mirrors) – 0:42
8. Race with Devil on Spanish Highway (Al Di Meola cover) – 6:20
9. Visitors  – 7:01
10. In Lingua Mortua – 3:46

## Formazione

### Membri ufficiali
- James Murphy - chitarra
- Steve DiGiorgio - basso
- Deen Castronovo - batteria

### Ospiti
- Chuck Billy - voce traccia 3
- Lonnie Park - voce (aggiuntivi) traccia 9
- Chris Long - voce traccia 7
- Trent Gardner - voce (aggiuntivi) traccia 7
- John West - voce traccia 9
- Clark Brown voce traccia 1,5
- Matt Guillory - tastiera tracce 2,4,6,8,9
- Chris Kontos percussioni traccia 8
- Stu Hamm basso traccia 6
- Vitalij Kuprij tastiera traccia 1